# Wołodymyr Pantelej
Wołodymyr Mykołajowycz Pantelej (ukr. Володимир Миколайович Пантелей, ros. Владимир Николаевич Пантелей, ur. 3 maja 1945 w Zołocziwie, zm. 17 kwietnia 2000 w Charkowie) – ukraiński lekkoatleta, średniodystansowiec. W czasie swojej kariery reprezentował Związek Radziecki.
Specjalizował się w biegu na 1500 metrów. Zajął w nim 10, miejsce na mistrzostwach Europy w 1969 w Atenach.
Zdobył brązowy medal w tej konkurencji na halowych mistrzostwach Europy w 1970 w Wiedniu, ulegając jedynie Henrykowi Szordykowskiemu z Polski i Frankowi Murphy’emu z Irlandii, a na kolejnych halowych mistrzostwach Europy w 1971 w Sofii wywalczył srebrny medal, przegrywając ponownie z Szordykowskim, a wyprzedzając Gianniego Del Buono z Włoch.
Na mistrzostwach Europy w 1971 w Helsinkach zajął ponownie 10. miejsce na tym dystansie. Zajął 8. miejsce w tej konkurencji na igrzyskach olimpijskich w 1972 w Monachium i 5. miejsce na mistrzostwach Europy w 1974 w Rzymie.
Był mistrzem ZSRR w biegu na 1500 metrów w 1969 i 1972 oraz wicemistrzem na tym dystansie w 1971 i 1974, a w hali mistrzem ZSRR w tej konkurencji w 1971 i wicemistrzem w 1973.
28 czerwca 1973 w Helsinkach wyrównał należący do Iwana Iwanowa rekord ZSRR w biegu na 1500 metrów czasem 3:37,8. Rekord Panteleja w biegu na 800 metrów wynosił 1,48,5 (ustanowiony w 1967).